# 日本平安時代年號列表

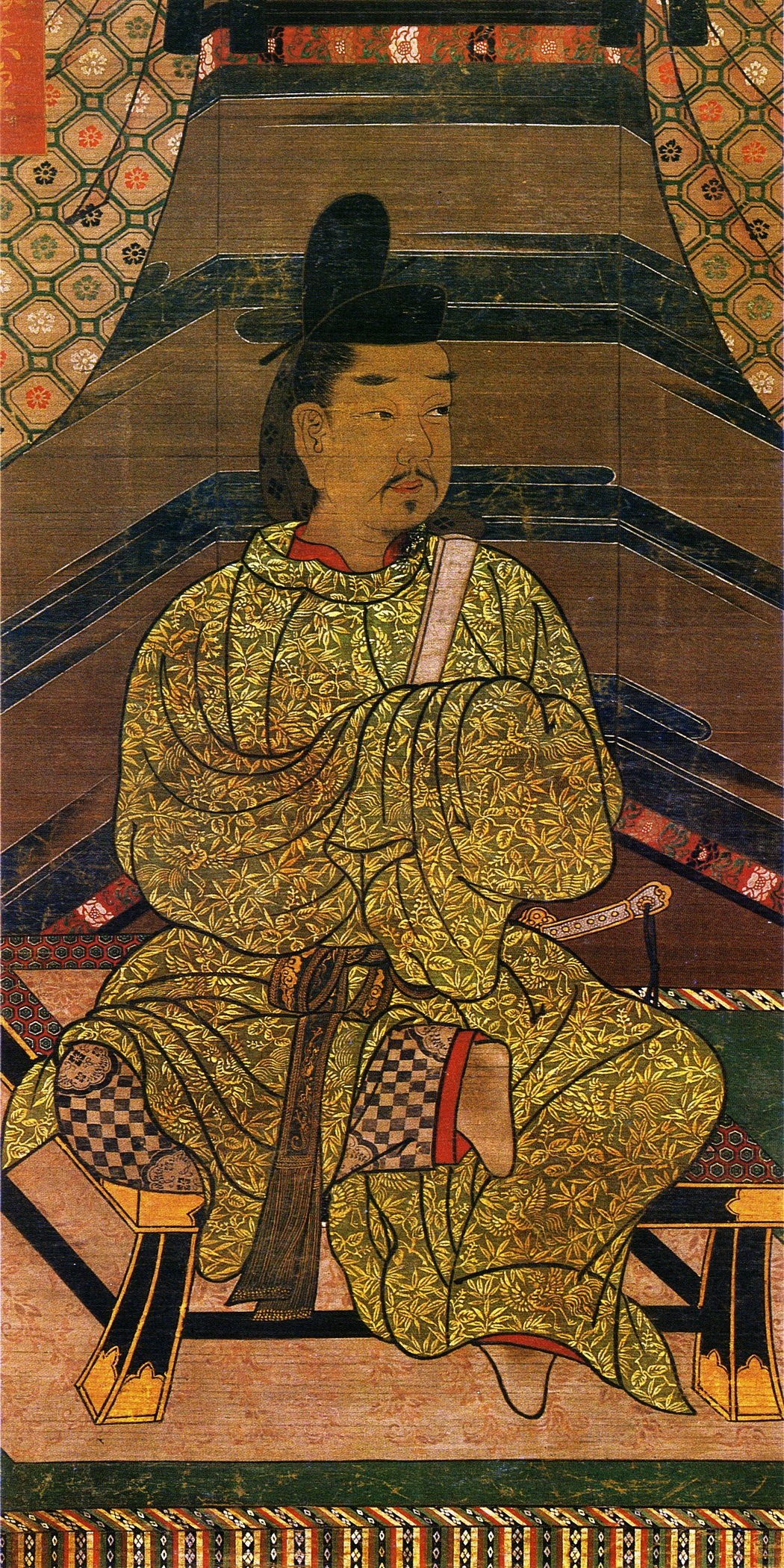
日本自醍醐天皇起開始因「辛酉革命」的緣故與災禍等不祥之事進行改元

日本自第三十六代孝德天皇即位並建元大化起開始使用年号（日语：／ Nengō、／ Gengō）為其纪年方式，並在文武天皇於701年5月3日（大寶元年三月二十一日）再度恢復使用年號後，一直持續使用年號至今。
日本的年號常取中國古籍中的辭句為典故，而改元的原因除天皇即位外，多數出於迷信及牽強附會。因天皇即位而進行的改元通常在天皇即位翌年進行，但有時候也會因為亂世而不在天皇即位翌年改元。在奈良時代與平安时代初期，天皇即位外的改元理由往往是出現祥瑞，而朝廷會命令學者尋找古籍中有關相關祥瑞的記載，並予以記錄。自平安時代中期（天德、應和年間）起，改元之事均載於改元宸記中，而改元的程序也演變為先由大臣上奏年號勘文，然後天皇於選定會議中決定新年號。日本自醍醐天皇起開始因「辛酉革命」的緣故在辛酉年進行改元（當時為901年，由昌泰四年改元延喜），並自村上天皇起開始因「甲子革令」的緣故在甲子年進行改元（當時為964年，改元康保）。日本自醍醐天皇起也會因災禍等不祥之事而改元（當時為923年，改元延長）。
以下列表僅收錄院政時代開始前的平安時代啓用的日本年號，院政時代開始後啓用的日本年號請參見日本院政時代年號列表。以下列表中，各年號的使用期與典故主要出自小學館出版的《日本大百科全書》，而每個年號的典故都分別附上维基文库的文本連結供參考（如有）。

## 列表
| 年號 | 使用期 （西曆年月日）            | 使用期 （和曆年月日）                  | 在位天皇                      | 改元理由 | 典故 | 參考 來源  |
| ---- | -------------------------------- | -------------------------------------- | ----------------------------- | --- | --- | ---------- |
| 大同 | 806年6月8日 － 810年10月19日     | 元年五月十八日 － 五年九月十八日       | 平城天皇                      | 平城天皇即位 | - 《尚書·周書·洪範》：「汝則從、龜從、筮從、卿士從、庶民從，是之謂大同。」 - 《礼记·禮運》：「是故謀閉而不興，盜竊亂賊而不作，故外戶而不閉，是謂大同。」 | [ 6 ]      |
| 大同 | 806年6月8日 － 810年10月19日     | 元年五月十八日 － 五年九月十八日       | 嵯峨天皇                      | 平城天皇即位 | - 《尚書·周書·洪範》：「汝則從、龜從、筮從、卿士從、庶民從，是之謂大同。」 - 《礼记·禮運》：「是故謀閉而不興，盜竊亂賊而不作，故外戶而不閉，是謂大同。」 | [ 6 ]      |
| 弘仁 | 810年10月20日 － 824年2月7日     | 元年九月十九日 － 十五年正月初四日     | 嵯峨天皇即位                  | （無） | [ 7 ] |            |
| 弘仁 | 810年10月20日 － 824年2月7日     | 元年九月十九日 － 十五年正月初四日     | 嵯峨天皇即位                  | （無） | [ 7 ] | 淳和天皇   |
| 天長 | 824年2月8日 － 834年2月13日      | 元年正月初五日 － 十一年正月初二日     | 淳和天皇即位                  | 《老子·私》：「天長地久。天地所以能長且久者，以其不自生，故能長生。」                                                                                                | [ 11 ] [ 8 ] |            |
| 天長 | 824年2月8日 － 834年2月13日      | 元年正月初五日 － 十一年正月初二日     | 淳和天皇即位                  | 《老子·私》：「天長地久。天地所以能長且久者，以其不自生，故能長生。」                                                                                                | [ 11 ] [ 8 ] | 仁明天皇   |
| 承和 | 834年2月14日 － 848年7月15日     | 元年正月初三日 － 十五年六月十二日     | 仁明天皇即位                  | 《白虎通·封禪》：「天下太平符瑞所以來至者，以為王者承統理，調和陰陽，陰陽和，萬物序，休氣充塞，故符瑞並臻，皆應德而至。」                                            | [ 15 ] |            |
| 嘉祥 | 848年7月16日 － 851年5月31日     | 元年六月十三日 － 四年四月二十七日     | 豐後國獻白龜                  | 《汉书·匡張孔馬傳》：「百姓安，陰陽和，神靈應，而嘉祥見。」 | [ 17 ] |            |
| 嘉祥 | 848年7月16日 － 851年5月31日     | 元年六月十三日 － 四年四月二十七日     | 豐後國獻白龜                  | 《汉书·匡張孔馬傳》：「百姓安，陰陽和，神靈應，而嘉祥見。」 | [ 17 ] | 文德天皇   |
| 仁壽 | 851年6月1日 － 854年12月22日     | 元年四月二十八日 － 四年十一月二十九日 | 文德天皇即位 白龜與甘露出現   | - 《艺文类聚·祥瑞部·甘露》：「《孫氏瑞應圖》曰：『甘露降於草木……食之令人壽。』」 - 《论语·雍也》：「子曰：『知者樂水，仁者樂山。知者動，仁者靜。知者樂，仁者壽。』」 | [ 20 ] [ 21 ] |            |
| 齊衡 | 854年12月23日 － 857年3月19日    | 元年十一月三十日 － 四年二月二十日     | 石見國獻醴泉                  | 《周禮注疏·冬官考工记下》：「《曲禮》『執君器齊衡』。」 | [ 23 ] |            |
| 天安 | 857年3月20日 － 859年5月19日     | 元年二月二十一日 － 三年四月十四日     | 美作國、常陸國 獻白鹿與連理樹 | - 《禮記·鄉飲酒義》：「此五行者，足以正身安國矣。彼國安而天下安。」 - 《史记·周本紀》：「天下安寧。」                                                                | [ 26 ] |            |
| 天安 | 857年3月20日 － 859年5月19日     | 元年二月二十一日 － 三年四月十四日     | 美作國、常陸國 獻白鹿與連理樹 | - 《禮記·鄉飲酒義》：「此五行者，足以正身安國矣。彼國安而天下安。」 - 《史记·周本紀》：「天下安寧。」                                                                | [ 26 ] | 清和天皇   |
| 貞觀 | 859年5月20日 － 877年5月31日     | 元年四月十五日 － 十九年四月十五日     | 清和天皇即位                  | 《易傳·繫辭下》：「天地之道，貞觀者也。」 | [ 28 ] |            |
| 貞觀 | 859年5月20日 － 877年5月31日     | 元年四月十五日 － 十九年四月十五日     | 清和天皇即位                  | 《易傳·繫辭下》：「天地之道，貞觀者也。」 | [ 28 ] | 陽成天皇   |
| 元慶 | 877年6月1日 － 885年3月10日      | 元年四月十六日 － 九年二月二十日       | 陽成天皇即位 白雉與白鹿獲上獻 | - 《周易·履》：「元吉在上，大有慶也。」 - 《文選·辯亡論》：「是以其安也，則黎元與之同慶；及其危也。」                                                                | [ 31 ] |            |
| 元慶 | 877年6月1日 － 885年3月10日      | 元年四月十六日 － 九年二月二十日       | 陽成天皇即位 白雉與白鹿獲上獻 | - 《周易·履》：「元吉在上，大有慶也。」 - 《文選·辯亡論》：「是以其安也，則黎元與之同慶；及其危也。」                                                                | [ 31 ] | 光孝天皇   |
| 仁和 | 885年3月11日 － 889年5月29日     | 元年二月二十一日 － 五年四月二十六日   | 光孝天皇即位                  | - 《禮記·儒行》：「歌樂者，仁之和也。」 - 《藝文類聚·帝王部·後漢光武帝》：「聖德宣仁以和眾。」                                                                       | [ 34 ] |            |
| 仁和 | 885年3月11日 － 889年5月29日     | 元年二月二十一日 － 五年四月二十六日   | 光孝天皇即位                  | - 《禮記·儒行》：「歌樂者，仁之和也。」 - 《藝文類聚·帝王部·後漢光武帝》：「聖德宣仁以和眾。」                                                                       | [ 34 ] | 宇多天皇   |
| 寬平 | 889年5月30日 － 898年5月19日     | 元年四月二十七日 － 十年四月二十五日   | 宇多天皇即位                  | - 《漢書·趙尹韓張兩王傳》：「寬大之政行，和平之氣通。」 - 《後漢書·郭陳列傳》：「躬家世掌法，務在寬平。」                                                            | [ 38 ] [ 35 ] |            |
| 寬平 | 889年5月30日 － 898年5月19日     | 元年四月二十七日 － 十年四月二十五日   | 宇多天皇即位                  | - 《漢書·趙尹韓張兩王傳》：「寬大之政行，和平之氣通。」 - 《後漢書·郭陳列傳》：「躬家世掌法，務在寬平。」                                                            | [ 38 ] [ 35 ] | 醍醐天皇   |
| 昌泰 | 898年5月20日 － 901年8月30日     | 元年四月二十六日 － 四年七月十四日     | 醍醐天皇即位                  | 《旧唐书·音樂三》：「堂堂聖祖興，赫赫昌基泰。」 | [ 41 ] [ 39 ] |            |
| 延喜 | 901年8月31日 － 923年5月28日     | 元年七月十五日 － 二十三年閏四月初十日 | 辛酉革命 天變                 | 《藝文類聚·帝王部·帝禹夏后氏》：「《尚書璇璣鈐》曰：『禹開龍門，導積石，玄圭出，刻曰：「延喜玉，受德天賜佩」。』」                                                     | [ 43 ] |            |
| 延長 | 923年5月29日 － 931年5月15日     | 元年閏四月十一日 － 九年四月二十五日   | 水潦 疾疫                     | 《文選·白雉詩》：「彰皇德兮侔周成。永延長兮膺天慶。」 | [ 46 ] |            |
| 延長 | 923年5月29日 － 931年5月15日     | 元年閏四月十一日 － 九年四月二十五日   | 水潦 疾疫                     | 《文選·白雉詩》：「彰皇德兮侔周成。永延長兮膺天慶。」 | [ 46 ] | 朱雀天皇   |
| 承平 | 931年5月16日 － 938年6月21日     | 元年四月二十六日 － 八年五月二十一日   | 朱雀天皇即位                  | 《漢書·食貨志》：「今累世承平，豪富吏民訾數鉅萬。」 | [ 48 ] |            |
| 天慶 | 938年6月22日 － 947年5月14日     | 元年五月二十二日 － 十年四月二十一日   | 厄運 地震 御慎                | 《漢書·公孫弘卜式兒寬傳》：「金聲而玉振之，以順成天慶，垂萬世之基。」                                                                                                | [ 51 ] [ 49 ] |            |
| 天慶 | 938年6月22日 － 947年5月14日     | 元年五月二十二日 － 十年四月二十一日   | 厄運 地震 御慎                | 《漢書·公孫弘卜式兒寬傳》：「金聲而玉振之，以順成天慶，垂萬世之基。」                                                                                                | [ 51 ] [ 49 ] | 村上天皇   |
| 天曆 | 947年5月15日 － 957年11月20日    | 元年四月二十二日 － 十一年十月二十六日 | 村上天皇即位                  | 《論語·堯曰》：「堯曰：『天之曆數在爾躬。』」 | [ 54 ] [ 52 ] |            |
| 天德 | 957年11月21日 － 961年3月4日     | 元年十月二十七日 － 五年二月十五日     | 水旱                          | - 《周易·乾》：「『飛龍在天』，乃位乎天德。」 - 《禮記·中庸》：「苟不固聰明聖知，達天德者，其孰能知之？」                                                            | [ 57 ] |            |
| 應和 | 961年3月5日 － 964年8月18日      | 元年二月十六日 － 四年七月初九日       | 辛酉革命 皇居火災             | 《晋书·律曆中》：「鳥獸萬物莫不應和。」 | [ 59 ] |            |
| 康保 | 964年8月19日 － 968年9月7日      | 元年七月初十日 － 五年八月十二日       | 甲子革令 旱魃                 | 《尚書·周書·康誥》：「別求聞由古先哲王，用康保民，弘天。」 | [ 61 ] |            |
| 康保 | 964年8月19日 － 968年9月7日      | 元年七月初十日 － 五年八月十二日       | 甲子革令 旱魃                 | 《尚書·周書·康誥》：「別求聞由古先哲王，用康保民，弘天。」 | [ 61 ] | 冷泉天皇   |
| 安和 | 968年9月8日 － 970年5月2日       | 元年八月十三日 － 三年三月二十四日     | 冷泉天皇即位                  | - 《禮記·乐记》：「是故治世之音安以樂，其政和。」 - 《漢書·禮樂志》：「四時舞者，孝文所作，以明示天下之安和。」                                                      | [ 64 ] |            |
| 安和 | 968年9月8日 － 970年5月2日       | 元年八月十三日 － 三年三月二十四日     | 冷泉天皇即位                  | - 《禮記·乐记》：「是故治世之音安以樂，其政和。」 - 《漢書·禮樂志》：「四時舞者，孝文所作，以明示天下之安和。」                                                      | [ 64 ] | 圓融天皇   |
| 天祿 | 970年5月3日 － 974年1月15日      | 元年三月二十五日 － 四年十二月十九日   | 圓融天皇即位                  | 《尚書·虞書·大禹謨》：「慎乃有位，敬修其可願，四海困窮，天祿永終。」                                                                                                 | [ 66 ] |            |
| 天延 | 974年1月16日 － 976年8月10日     | 元年十二月二十日 － 四年七月十二日     | 天變 地震                     | 《藝文類聚·帝王部·魏文帝》：「志所存，皇雖殪沒，天祿永延。」 | [ 68 ] |            |
| 貞元 | 976年8月11日 － 978年12月30日    | 元年七月十三日 － 三年十一月二十八日   | 火災 地震                     | 《文選·思玄賦》：「乃貞吉之元符。」 | [ 70 ] |            |
| 天元 | 978年12月31日 － 983年5月28日    | 元年十一月二十九日 － 六年四月十四日   | 災變 陽五厄                   | 《史記·曆書》：「王者易姓受命，必慎始初，改正朔，易服色，推本天元，順承厥意。」                                                                                      | [ 72 ] |            |
| 永觀 | 983年5月29日 － 985年5月18日     | 元年四月十五日 － 三年四月二十六日     | 干魃 皇居火災                 | 《尚書·周書·洛誥》：「王伻殷乃承敘，萬年其永觀朕子懷德。」 | [ 74 ] |            |
| 永觀 | 983年5月29日 － 985年5月18日     | 元年四月十五日 － 三年四月二十六日     | 干魃 皇居火災                 | 《尚書·周書·洛誥》：「王伻殷乃承敘，萬年其永觀朕子懷德。」 | [ 74 ] | 花山天皇   |
| 寬和 | 985年5月19日 － 987年5月4日      | 元年四月二十七日 － 三年四月初四日     | 花山天皇即位                  | - 《尚書·周書·君陳》：「寬而有制從容以和。」 - 《後漢書·朱樂何列傳》：「以寬和為政。」                                                                               | [ 77 ] |            |
| 寬和 | 985年5月19日 － 987年5月4日      | 元年四月二十七日 － 三年四月初四日     | 花山天皇即位                  | - 《尚書·周書·君陳》：「寬而有制從容以和。」 - 《後漢書·朱樂何列傳》：「以寬和為政。」                                                                               | [ 77 ] | 一條天皇   |
| 永延 | 987年5月5日 － 989年9月9日       | 元年十一月二十九日 － 三年八月初七日   | 一條天皇即位                  | - 《漢書·眭兩夏侯京翼李傳》：「永世延祚，不亦優乎！」 - 《後漢書·馬融列傳》：「豐千億之子孫，歷萬載而永延。」                                                        | [ 81 ] |            |
| 永祚 | 989年9月10日 － 990年11月25日    | 元年八月初八日 － 二年十一月初六日     | 彗星 地震                     | - 《晉書·禮下》：「宜奉宗廟，永承天祚。」 - 《舊唐書·王方慶傳》：「當思答極施之洪慈，保無疆之永祚。」                                                                | [ 83 ] |            |
| 正曆 | 990年11月26日 － 995年3月24日    | 元年十一月初七日 － 六年二月二十一日   | 大風 天變                     | 《史記·曆書》：「新垣平以望氣見，頗言正曆服色事。」 | [ 86 ] |            |
| 長德 | 995年3月25日 － 999年1月31日     | 元年二月二十二日 － 五年正月十二日     | 疾疫 天變                     | 《百官箴·城門校尉箴》：「唐虞長德，而四海永懷。」 | [ 88 ] |            |
| 長保 | 999年2月1日 － 1004年8月7日      | 元年正月十三日 － 六年七月十九日       | 天變 炎旱                     | 《國語·周語中》：「若本固而功成，施徧而民阜，乃可以長保民矣。」 | [ 90 ] |            |
| 寬弘 | 1004年8月8日 － 1013年2月7日     | 元年七月二十日 － 九年十二月二十四日   | 天變地妖                      | 《漢書·元帝紀》：「寬弘盡下，出於恭儉，號令溫雅，有古之風烈。」 | [ 92 ] |            |
| 寬弘 | 1004年8月8日 － 1013年2月7日     | 元年七月二十日 － 九年十二月二十四日   | 天變地妖                      | 《漢書·元帝紀》：「寬弘盡下，出於恭儉，號令溫雅，有古之風烈。」 | [ 92 ] | 三條天皇   |
| 長和 | 1013年2月8日 － 1017年5月20日    | 元年十二月二十五日 － 六年四月二十二日 | 三條天皇即位                  | 《禮記·冠義》：「君臣正，父子親，長幼和，而後禮義立。」 | [ 94 ] |            |
| 長和 | 1013年2月8日 － 1017年5月20日    | 元年十二月二十五日 － 六年四月二十二日 | 三條天皇即位                  | 《禮記·冠義》：「君臣正，父子親，長幼和，而後禮義立。」 | [ 94 ] | 後一條天皇 |
| 寬仁 | 1017年5月21日 － 1021年3月16日   | 元年四月二十三日 － 五年二月初一日     | 後一條天皇即位                | 《會稽記》：「寬仁祐云云。」 | [ 96 ] |            |
| 治安 | 1021年3月17日 － 1024年8月22日   | 元年二月初二日 － 四年七月十二日       | 辛酉革命                      | 《漢書·賈誼傳》：「陛下何不壹令臣得孰數之於前，因陳治安之策，試詳擇焉！」                                                                                            | [ 99 ] [ 97 ] |            |
| 萬壽 | 1024年8月23日 － 1028年8月17日   | 元年七月十三日 － 五年七月二十四日     | 甲子革令                      | 《诗经·小雅·南有嘉魚之什·南山有臺》：「樂只君子，邦家之光。樂只君子，萬壽無疆。」                                                                                      | [ 101 ] |            |
| 長元 | 1028年8月18日 － 1037年5月8日    | 元年七月二十五日 － 十年四月二十日     | 疫病 炎旱                     | 《六韬》：「天之為天，元為天長矣。地久矣，長久在其元。萬物在其間，各得自利，謂之泰平。」                                                                             | [ 103 ] |            |
| 長元 | 1028年8月18日 － 1037年5月8日    | 元年七月二十五日 － 十年四月二十日     | 疫病 炎旱                     | 《六韬》：「天之為天，元為天長矣。地久矣，長久在其元。萬物在其間，各得自利，謂之泰平。」                                                                             | [ 103 ] | 後朱雀天皇 |
| 長曆 | 1037年5月9日 － 1040年12月15日   | 元年四月二十一日 － 四年十一月初九日   | 後朱雀天皇即位                | 《晉書·杜預傳》：「作《盟會圖》、《春秋長曆》，備成一家之學。」 | [ 106 ] [ 104 ] |            |
| 長久 | 1040年12月16日 － 1044年12月15日 | 元年十一月初十日 － 五年十一月二十三日 | 災變 內裏燒失                 | 《老子·私》：「天長地久。天地所以能長且久者，以其不自生，故能長生。」                                                                                                | [ 12 ] |            |
| 寬德 | 1044年12月16日 － 1046年5月21日  | 元年十一月二十四日 － 三年四月十三日   | 疾疫 干魃                     | 《後漢書·宣張二王杜郭吳承鄭趙列傳》：「海內歡欣，人懷寬德。」 | [ 108 ] |            |
| 寬德 | 1044年12月16日 － 1046年5月21日  | 元年十一月二十四日 － 三年四月十三日   | 疾疫 干魃                     | 《後漢書·宣張二王杜郭吳承鄭趙列傳》：「海內歡欣，人懷寬德。」 | [ 108 ] | 後冷泉天皇 |
| 永承 | 1046年5月22日 － 1053年2月1日    | 元年四月十四日 － 八年正月初十日       | 後冷泉天皇即位                | - 《尚書》：「永承天祚。」 - 《晉書·禮下》：「宜奉宗廟，永承天祚。」                                                                                                 | [ 84 ] |            |
| 天喜 | 1053年2月2日 － 1058年9月18日    | 元年正月十一日 － 六年八月二十八日     | 天變 怪異                     | 《抱朴子》：「人主有道，則嘉祥並臻，此則天喜也。」 | [ 111 ] |            |
| 康平 | 1058年9月19日 － 1065年9月3日    | 元年八月二十九日 － 八年八月初一日     | 大極殿、法成寺火災            | 《後漢書·梁統列傳》：「文帝寬惠柔克，遭世康平。」 | [ 114 ] [ 112 ] |            |
| 治曆 | 1065年9月4日 － 1069年5月5日     | 元年八月初二日 － 五年四月十二日       | 旱魃 三合厄                   | 《尚書正義·泰誓上》：「『君子以治歷明時。』然則改正治歷，必自武王始矣。」                                                                                            | [ 116 ] [ 117 ] |            |
| 治曆 | 1065年9月4日 － 1069年5月5日     | 元年八月初二日 － 五年四月十二日       | 旱魃 三合厄                   | 《尚書正義·泰誓上》：「『君子以治歷明時。』然則改正治歷，必自武王始矣。」                                                                                            | [ 116 ] [ 117 ] | 後三條天皇 |
| 延久 | 1069年5月6日 － 1074年9月15日    | 元年四月十三日 － 六年八月二十二日     | 後三條天皇即位                | 《尚書正義·君奭》：「我以道惟安寧王之德，謀欲延久。」 | [ 119 ] [ 120 ] |            |
| 延久 | 1069年5月6日 － 1074年9月15日    | 元年四月十三日 － 六年八月二十二日     | 後三條天皇即位                | 《尚書正義·君奭》：「我以道惟安寧王之德，謀欲延久。」 | [ 119 ] [ 120 ] | 白河天皇   |
| 承保 | 1074年9月16日 － 1077年12月4日   | 元年八月二十三日 － 四年十一月十六日   | 白河天皇即位 三合厄           | 《尚書·周書·洛誥》：「承保乃文祖受命民。」 | [ 121 ] |            |
| 承曆 | 1077年12月5日 － 1081年3月21日   | 元年十一月十七日 － 五年二月初九日     | 旱魃 疱瘡流行                 | 《維城典訓》：「聖人者以懿德永承曆，崇高則天，博厚儀地。」 | [ 122 ] |            |
| 永保 | 1081年3月22日 － 1084年3月14日   | 元年二月初十日 － 四年二月初六日       | 辛酉革命                      | - 《尚書·商書·仲虺之誥》：「欽崇天道，永保天命。」 - 《尚書·周書·梓材》：「惟王子子孫孫永保民。」                                                                    | [ 126 ] [ 127 ] |            |
| 應德 | 1084年3月15日 － 1087年5月10日   | 元年二月初七日 － 四年四月初六日       | 甲子革令                      | 《白虎通·封禪》：「天下太平符瑞所以來至者，以為王者承統理，調和陰陽，陰陽和，萬物序，休氣充塞，故符瑞並臻，皆應德而至。」                                            | [ 129 ] [ 128 ] |            |
| 應德 | 1084年3月15日 － 1087年5月10日   | 元年二月初七日 － 四年四月初六日       | 甲子革令                      | 《白虎通·封禪》：「天下太平符瑞所以來至者，以為王者承統理，調和陰陽，陰陽和，萬物序，休氣充塞，故符瑞並臻，皆應德而至。」                                            | [ 129 ] [ 128 ] | 堀河天皇   |